# Taryn Southern
Taryn Southern est une actrice et chanteuse américaine née le 16 juillet 1986 à Wichita, Kansas. Découverte en 2004, lors d'American Idol saison 3, elle a produit et joué dans la série Project My World pour DirecTV. Elle fait une apparition au côté de Scott Baio dans le clip vidéo Wrong Hole de DJ Lubel.

## Biographie
Née à Wichita, dans l'État du Kansas (États-Unis), Southern grandit tout en participant à de nombreuses grosses productions de comédie musicale, jouant dans les avant-premières au théâtre de Jane Eyre (le rôle principal de la jeune Jane Eyre) et Violet. Pendant sa dernière année de lycée, on lui propose d'animer un talk-show régional pour adolescent pour la WB, appelé Real Action dans lequel Southern discutait avec les jeunes de la région de sujets de sensibilisation du public tels que la sexualité à l'adolescence, la toxicomanie et la consommation d'alcool.
Après l'obtention de son diplôme, Southern voyage à Los Angeles et auditionne pour American Idol saison 3. Bien qu'elle commence juste l'université avec une bourse d'études complète à l'université de Miami, elle fait des aller-retour à Los Angeles pour participer à la finale d'"American Idol" à Hollywood. Ses nerfs la lâchent en fin de compte à cause du rythme de vie harassant qu'elle mène, et Southern échoue à la porte des 32 sélectionnés après avoir oublié ses paroles sur scène.
Southern poursuit son cursus à l'université, et reçoit des subventions pour son mémoire en Amérique du Sud. Elle reste quelque temps à Iquitos (Pérou), afin d'étudier l'usage chamanique de l'ayahuasca dans les communautés indigènes amazoniennes, puis dans l'atoll de Glover's Ree (Belize), pour étudier l'impact des pêcheurs locaux sur l'écologie maritime. Puis elle travaille en tant qu'archéologue de terrain à Key West, en Floride, pour l'association Audubon.
En 2005, Taryn Southern est élu Miss Université de Miami. Elle s'entraine aussi à la course de fond dans son université, et concourt pour l'épreuve du semi-marathon de Miami en 2005 (où elle finit deuxième de sa catégorie d'âge (15-19) avec un temps de 1 h 52 min 12 s).
À 20 ans, Southern obtient ses licences de journalisme et d'anthropologie, et part en Europe pour 3 mois de randonnées et photographie. Peu après son retour, elle est contactée pour animer une émission, ce qui la conduit de nouveau à Los Angeles pour poursuivre sa carrière en tant qu'animatrice de télévision, d'actrice et d'écrivaine.

## Carrière
Southern est apparue comme une invitée du tapis rouge (Grammys Awards de 2008, Golden Globes de 2007, Young Hollywood Awards de 2006) et en tant que page d'accueil pour le site web "Cosmopolitain".
Le 2 juillet 2007, elle mit en ligne une vidéo intitulée "Hott4Hill" en vue de supporter la sénatrice Hillary Clinton à l'occasion de la campagne présidentielle américaine de 2008. La vidéo, qu'elle a écrite et dans laquelle elle a joué, la montre en train de danser et de chanter d'une manière suggestive à propos de son admiration pour Hillary Clinton, et ô combien elle aimerait la voir gagner l'élection. La vidéo a été vue plus de 2 millions de fois et fut présentée sur un grand nombre de chaînes américaines comme une des vidéos les plus influentes de 2007. Dans une interview plus tardive avec Chris Matthews, Southern explique que la vidéo était en fait une parodie d'une autre vidéo faite par "Obama girl" pour Barack Obama.
Peu après la publication de Hott4Hill, Southern apparut dans son propre show hebdomadaire sur Heavy.com. Le "heavy" Show, dans lequel elle écrivait et jouait différents personnages vivant des éléments de la vie de tous les jours, mais également des people ou encore des hommes politiques.
Elle joua également dans des séries et fit des apparitions exceptionnelles pour CBS.com, MySpace et MSN.
Le reste de son temps, Southern continuait d'écrire et de produire ses vidéos, dont une parodie de The Golden Globes pour TVGuide.com, et Not My Sock pour T-Mobile.
Peu après, elle fut déclarée dans "Maxim" comme une des plus grandes célébrités internet de l'année, et gagna un prix pour sa vidéo Hott4Hill.
Dans le monde du cinéma, elle joua un rôle dans "Senior Skip Day" qui l'opposait à Jackson Rathbone. Elle faisait aussi partie des acteurs principaux aux côtés de Jessica Lee Rose et Mikaela Hoover, dans la toute première série du web par les frères Warner, Sorority Forever. La serie débuta le 8 septembre 2008.
En novembre 2008, Southern et sa partenaire de production, Jessica Rose, lancèrent "Webutantes".
Également en 2008, Southern écrivit et produit sa première série de comédie musicale sur le web, Private High Musical, qui fur publiée à travers différentes plateformes virales. En 2009, Southern vendit "Private High Musical" à MTV et travailla avec le producteur exécutif de Family Guy, Savid Zuckerman, pour écrire le script de la comédie d'une demi-heure.
Son site web, taryn-southern.com, présente des blogs et musiques du jour conçus par l'actrice à propos de ses mésaventures à Hollywood.
Southern est en train d'écrire et de produire "Tit for Tat", une campagne pour la prévention du cancer du sein en 6 épisodes, avec l'actrice Jaime King.
Elle est également présentée dans la vidéo "Wrong Hole" avec DJ Lubel et Scott Baio. La vidéo a été vue plus de 20 millions de fois.
En 2010, elle a joué Allison, la petite amie de Timmy dans Leçons sur le mariage  (Rules of Engagement), pendant 4 épisodes.
Son album I AM AI sorti en 2018 a été composé en partie par le programme informatique Amper, de façon quasi autonome.

## Accusation contre son ex-fiancé, réclame 9 millions de dollars
En avril 2021, Taryn Southern dépose une plainte contre Bryan Johnson, un Youtubeur connu pour ses méthodes de lutte contre le vieillissement lui coûtant deux millions de dollars par année. Selon Bryan, le procès était une « tentative d'extortion, pour le forcer à payer 9 millions de dollars. à défaut de quoi elle ferait une campagne public pour le dénigrer ». Bryan a défendu sa cause au tribunal pendant deux ans jusqu'au 18 mai 2023, date où un juge a statué en faveur de Bryan et a ordonné que Southern lui verse 584 199,16 $ en frais de justice. Bryan a ensuite publié une vidéo de réponse sur Youtube afin de dénoncer les problèmes liés à l'utilisation de procédures judiciaires comme arme de chantage,,,,.

## Filmographie

### Cinéma
- 2008 : Une teuf d'enfer : Isha
- 2009 : Single Black Female : Jennifer
- 2010 : The Frankenstein Brothers : Joy
- 2010 : Pound of Flesh : Dyonesia Cosa
- 2010 : World Invasion: Battle Los Angeles : Kate (Journaliste sur la plage)

### Télévision
- 2006–2007 : Project My World (Documentaire de neuf épisodes) : Taryn

- 2007 : Hot 4 Hill : Hot4Hill
- 2007 – 2008 : The Heavy Show : Various characters
- 2008 : Sorority Forever (31 épisodes) : Taryn Monaghan
- 2008 : Private High Musical : Sandra Smith
- 2009 : Woke Up Dead (en) : Debbie
- 2010 : Leçons sur le mariage  (Rules of Engagement) (4 épisodes) : Allison
- 2010 : The Temp Life (8 épisodes) : Nancy Roder
- 2011 : Elfquest: A Fan Imagining : Timmain
- 2012 : New Girl (Saison 2, Episode 3 "Fluffer") : Megan
- 2013 : Guys with Kids (Saison 1, Episode 12 "Marny's Dad") : Erica
- 2014 : Last Man Standing (Saison 3, Episode 15 "Tasers") : Rachel

### Albums
- 2012 : On My Face (en)
- 2015 : Flashback Friday
- 2018 : I AM AI

### Clips Musicaux
| Année | Titre                               | Production                                    | Notes                                        |  |
| ----- | ----------------------------------- | --------------------------------------------- | -------------------------------------------- |  |
| 2010  | "Keep It In Your Pants"             | Bob McKeon                                    |                                              |  |
| 2011  | "Remarkable Vagina"                 | Kyle Morrison                                 |                                              |  |
| 2011  | "Coffee Makes Me Poo"               | Taryn Southern                                |                                              |  |
| 2011  | "Touch Your Boobies (I Touch Mine)" | Taryn Southern                                | Chanson pour la prévention du cancer du sein |  |
| 2011  | "Where Is My Goat?"                 | Michael Livingston                            |                                              |  |
| 2012  | "Cuz We The X-Factor Digital"       | Marc Scarpa                                   | Promoting X-Factor pre-shows                 |  |
| 2012  | "I Think I Farted"                  | Jackson Adams                                 |                                              |  |
| 2012  | "Guys They Just Wanna $%*# You"     | Taryn Southern                                |                                              |  |
| 2012  | "Wrong Hole (The Untold Story)"     | Michael Alan Hoy                              |                                              |  |
| 2012  | "Just Google That S**t"             | Jackson Adams                                 |                                              |  |
| 2012  | "Single Girls"                      | Taryn Southern Jarrett McGovern Justin Safaei |                                              |  |
| 2012  | "Bad Sex"                           | Brad Etter                                    |                                              |  |
| 2013  | "Really Blurred Lines"              |                                               | Avec Julia Price                             |  |
| 2013  | "Crush"                             | Taryn Southern                                | Ft. Chester See                              |  |
| 2013  | "Royals Cover"                      | Derrel D'Itri                                 | Avec Julia Price                             |  |